# Provincia de Junín
La provincia de Junín es una de las nueve que conforman el departamento de Junín en el centro del Perú. Limita por el norte con el departamento de Pasco, por el este y por el sur con la provincia de Tarma, y por el oeste con el departamento de Lima y la provincia de Yauli.

## Etimología
Junín del quechua suni, sunin o shino que significa 'lugar donde hace frío'.

## Historia

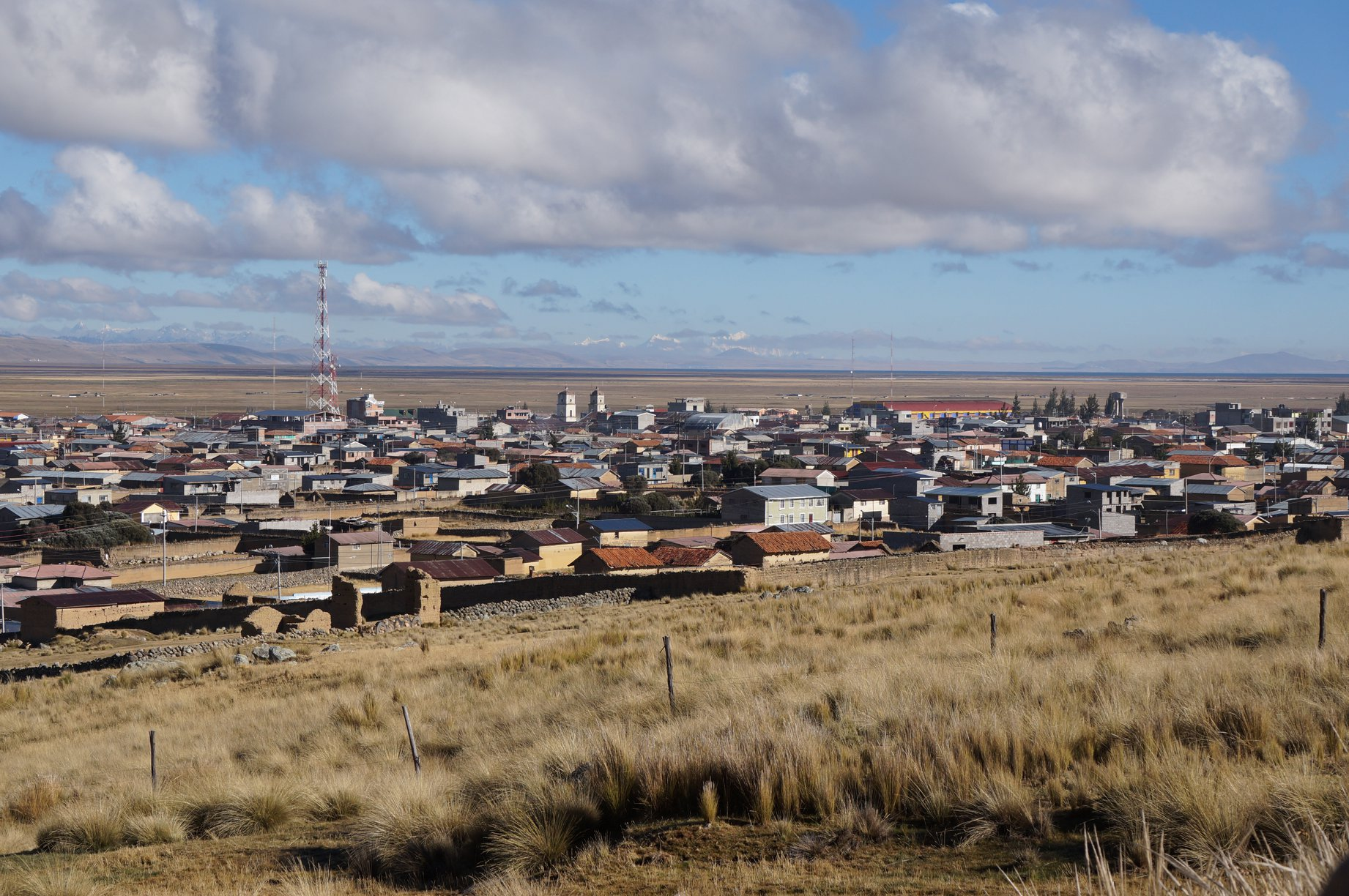
Vista de la ciudad de Junín, la capital provincial

### Período de la independencia

#### Batalla de Junín
En su territorio se llevó a cabo la histórica batalla de Junín, que fue uno de los últimos enfrentamientos que sostuvieron los ejércitos realistas e independentistas, en el proceso de la independencia del Perú. La batalla se desarrolló en la pampa de Junín (en la actual provincia de Junín), el 6 de agosto de 1824.
A principios de 1824, Colombia y Venezuela habían sido liberados, el golpe de gracia fue la batalla de Boyacá. Ecuador había sido liberado por Antonio José de Sucre. Sin embargo, Perú seguía siendo un bastión realista y había dos poderosos ejércitos españoles en las tierras altas cerca de Cusco: catorce mil soldados al mando del general Gerónimo Valdés y seis mil soldados al mando del general José de Canterac.
El ejército de Valdés fue enviado por el virrey José de la Serna para hacer frente a una sublevación en el Alto Perú (hoy Bolivia). De Canterac no creía que Bolívar dejaría la seguridad de las tierras bajas, quedándose en su campamento cerca del lago Junín. Sin embargo Bolívar, aprovechando que sus enemigos estaban divididos, realizó el ataque. Reunió a su ejército, de 9.000 soldados en su mayoría de Perú, Colombia, Chile y Argentina y marchó con ellos a Junín.
De Canterac se sorprendió al ver un enorme ejército patriota a sus puertas. El 6 de agosto de 1824, los dos ejércitos se enfrentaron. De Canterac había enviado a la mayoría de sus fuerzas a un lado del lago de Junín, sólo para descubrir que Bolívar había decidido marchar a lo largo del otro lado del lago. Al ver esto, ordenó moverse. Bolívar vio esto presionó a sus hombres: sería una carrera hasta el final del lago, el ejército que llegue primero estaría en una posición táctica superior.
La caballería argentina de Bolívar finalmente llegó primero. El héroe de la jornada fue el general británico William Miller, cuya caballería fingió retirarse antes de prepararse y atacar a la caballería realista. Al anochecer De Canterac se retiró, temerosos de enfrentarse al ejército patriota en la difícil llanura. La batalla de Junín duró sólo una hora y en su mayoría se había peleado con lanzas y espadas: algunos testigos dicen que no se disparó un tiro. La mayor parte de los dos ejércitos ni siquiera vio acción alguna.
La importancia de la batalla de Junín tomó un tiempo desarrollarse. Los patriotas mataron o capturaron a unos 500 soldados españoles, mientras ellos perdieron menos de 200. En comparación con otras batallas, como Maipú y Boyacá, Junín no fue más que una escaramuza. Sin embargo, los efectos psicológicos que generó fueron enormes.
De Canterac había batido en retirada todo el camino de regreso a Cuzco. La derrota y la retirada posterior desanimaron mucho a los realistas. Algunos estiman que la pérdida en Junín puede haber dado lugar a la pérdida de hasta tres mil soldados realistas debido a la deserción o enfermedad.
El ejército realista se reunió y jugó al gato y al ratón con Sucre en el altiplano hasta el 9 de diciembre de 1824, cuando se reunieron en la decisiva batalla de Ayacucho. Sucre derrotó al ejército realista, lo cual provocó el fin del dominio español en América del Sur.

El trueno horrendo que en fragor revienta

y sordo retumbando se dilata
por la inflamada esfera,
al Dios anuncia que en el cielo impera.
Y el rayo que en Junín rompe y ahuyenta
la hispana muchedumbre
que, más feroz que nunca, amenazaba,
a sangre y fuego, eterna servidumbre,
y el canto de victoria
que en ecos mil discurre,
ensordeciendo el hondo valle y enriscada cumbre,
proclaman a Bolívar en la tierra

árbitro de la paz y de la guerra.
La victoria de Junin, José Joaquín Olmedo (1825)

### Período de la República

#### El pueblo de Reyes, de heroica villa a ciudad
La ciudad de Junín, capital provincial fue elevada a ciudad por Ley n.º 9834, del 27 de octubre de 1943. Por medio del Decreto Ley n.º 20686 del 6 de agosto de 1974, se le restituyó El título de Heroica que le había sido conferido por Simón Bolívar, en el mismo decreto que le cambió de Pueblo de Reyes a Heroica Villa de Junín el 30 de octubre de 1824.

Considerando:

1. Que el pueblo de Reyes ha experimentado todo el furor de los enemigos de su independencia, sosteniéndola con heroica contumacia, y a expensas de sacrificios de que hay pocos en la Historia de las revoluciones.

2. Que ha auxiliado al Ejército Unido Libertador con una generosidad sin límites no obstante la miseria a que fue sometido por el incendio y saqueo que en varias ocasiones ha perecido con las armas en las manos más de dos terceras partes de su población (...)
Extracto del decreto de Simon Bolívar que renombra al pueblo de Reyes como Heroica Villa de Junín

#### Creación de la provincia de Junín
El pueblo exigió a las autoridades la convocatoria a una asamblea pública, la que se llevó a cabo el 24 de octubre de 1943, siendo unánime el pronunciamiento porque se haga una realidad el proyecto de creación de la provincia de Junín. En el fragor del debate surge la idea de redactar el célebre memorial, el mismo que fue firmado, con la prontitud que el caso exigía, y elevarla a la Presidencia de la República para trámites de ley. 
Aquella asamblea pública designó los miembros integrantes del Comité Central del Progreso de Junín, con el presbítero don Antonio Sánchez Béjar como presidente, como secretario el Sr. Humberto Yauri Martínez, como prosecretario el Sr. Jorge Sotelo Guerra, como tesorero el Sr. Enrique Sotelo Artica, como protesorero el Sr. Tomás Baquerizo Artica, como vocales el ing. Ricardo A. Mora Chávez y el Sr. Ernesto Figueroa Serna.

El Presidente de la República 
Por cuanto: el Congreso ha dado la siguiente ley:
El Congreso Nacional de la República Peruana:
Ha dado la siguiente ley
Art. 1°.- créese la Provincia de Junín del departamento del mismo nombre, la que tendrá como capital la ciudad de su nombre;
Art. 2°.- la Provincia de Junín será formada por los distritos de Junín, Carhuamayo y Ulcumayo, y elévese a distrito el pueblo de Ondores, que tendrá por anexos a los pueblos y caseríos siguientes: Pari, San Blas y Paccha. La Capital de este distrito será el pueblo de Ondores y sus límites serán los pueblos y caseríos que lo forman; y
Art.3°.- los límites de la Provincia de Junín serán de los distritos que la constituyen. Comuníquese al Poder Ejecutivo para su promulgación. Casa de Congreso, en lima a los 24 días del mes de noviembre de 1944.
Diez Canseco, Presidente.-
J.B. Pancorbo, Senador Pro Secretario._
J.Teves Lazo, Diputado Secretario. 
Al señor Presidente Constitucional de la República. 
Por Tanto: Mando Se publique y cumpla.

Dado en la casa de Gobierno, en Lima, a los 27 días del mes de noviembre de 1944.

La provincia fue creada mediante ley del 27 de noviembre de 1944, en el primer gobierno del presidente Manuel Prado Ugarteche.

## División administrativa
La provincia de Junín está dividida en cuatro distritos:
1. Junín
2. Carhuamayo
3. Óndores
4. Ulcumayo

## Geografía

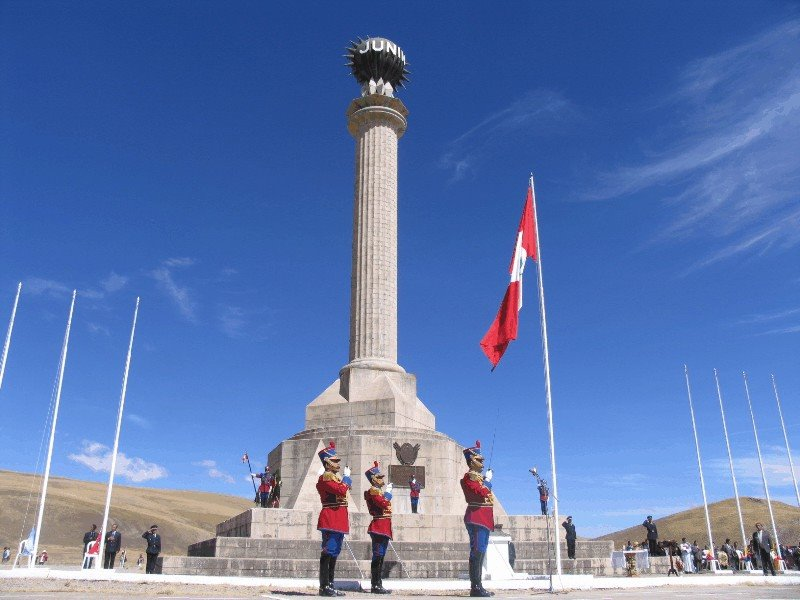
Obelisco de Chacamarca, Perú

El territorio de 2 360,07 km² se extiende desde la Meseta de Bombón hasta la selva amazónica. Su población es de aproximadamente 44 140 habitantes.
La Heroica Provincia de Junín tiene cuatro distritos: Ondores, Carhuamayo, Ulcumayo y Junín. Topográficamente el territorio es más homogéneo que el resto del Departamento, aunque todas las capitales distritales a excepción de Ulcumayo se encuentran a más de 4000 m s. n. m. Allí se encuentra el altiplano y el majestuoso lago de Junín, famosos por los acontecimientos históricos que allí se sucedieron. El lago es uno de los puntos iniciales, y es ahí donde nace el río Mantaro y también otro tributario del río Amazonas: el Ulcumayo. Pero este pertenece a la cuenca del río Ucayali. La ubicación alta de la provincia conforma parte del denominado Nudo de Pasco, punto de unión de los tres ramales del sistema de montañas del centro del Perú.
La actividad principal es la pecuaria, aunque bastante estancada durante los últimos años; sobresale también la artesanía en especial los tejidos. El clima es bastante fuerte, frío y seco, siendo las temperaturas bajo 0 °C en la noche y durante el día no. 

## Autoridades

### Municipales
- 2023-2026[5]
  - Alcalde: Elio Munzon Zevallos Meza, Junín Renace (JR)
  - Regidores: Karen Ursula Pucuhuaranga Leon (JR), David Cordova Ricaldi (JR), Mailyn Dolly Gaspar Granda (JR), Samuel Cirilo Luna Condor (JR), Vicente Quispe Quispe (CJJ).

- 2019-2022
  - Alcalde: Jorge Luis Tejada Pucuhuaranga

- 2015-2018[6]
  - Alcalde: Percy Chagua Huaranga, Movimiento Junín Sostenible con su Gente (JSG).
  - Regidores: Raúl Marín Güere Machacuay (JSG), Grover Frank Ricaldi Arzapalo (JSG), Elizabeth Sarita Laureano Valentín (JSG), Billy Maycol Llacza Córdova (JSG), Melida Nancy Suasnabar Peñaloza (JSG), Lino Basualdo Curi (Perú Libre), Carlos Luis Arauzo Gallardo (Juntos por Junín)
- 2011-2014[7][8]
  - Alcalde: Luis Alberto Solórzano Talaverano, Partido Aprista Peruano (PAP).
  - Regidores: David Amilcar Campos Arauzo (PAP), Hermelinda Pineda Peñaloza (PAP), Cledys Nella Pérez Cóndor (PAP), Nelly Evans Chuco Arias (PAP), Yone Jiménez Córdova (PAP), Óscar Grimaldo Paita Vega (Movimiento Nueva Izquierda), Ricardo Nicolás Terrazo Luna (Convergencia Regional Descentralista).
- 2007-2010
  - Percy Chagua Huaranga.

## Festividades
- 6 de enero: Fiesta de Creación del Pueblo de Reyes
- Febrero: Carnavales
- Marzo: Fiesta de la Calixtrada (la herranza junina)
- Marzo/Abril: Semana Santa
- 30 de abril al 7 de mayo: Fiesta de las Cruces
- 24 de junio: Fiesta Patronal de San Juan en Ondores
- Julio:
  - 08 al 09: Feria Internacional de la Maca de Junín
  - 25: Fiesta de Santiago
  - 27, 28 y 29: Fiestas Patrias
  - 31: Fiesta Patronal de San Ignacio de Loyola
- Agosto:
  - 4 al 10: Fiesta por la Batalla de Junín
  - 30: Fiesta Patronal en honor a Santa Rosa en Carhuamayo
- Septiembre:
  - 7 al 12: Fiesta Patronal de San Pedro de Pari
- Octubre:
  - 18: Procesión del Señor de los Milagros
- Noviembre:
- 27: Aniversario del ascenso político de la provincia de Junín

## Personajes ilustres
- Abundio Arauzo Yauri: fue un político peruano
- Yolanda de Carhuamayo: cantante peruana
- Gladys Tejeda: atleta olímpica peruana
- Omar Yali: soldado peruano